# Spezifische Verdichtungsenergie

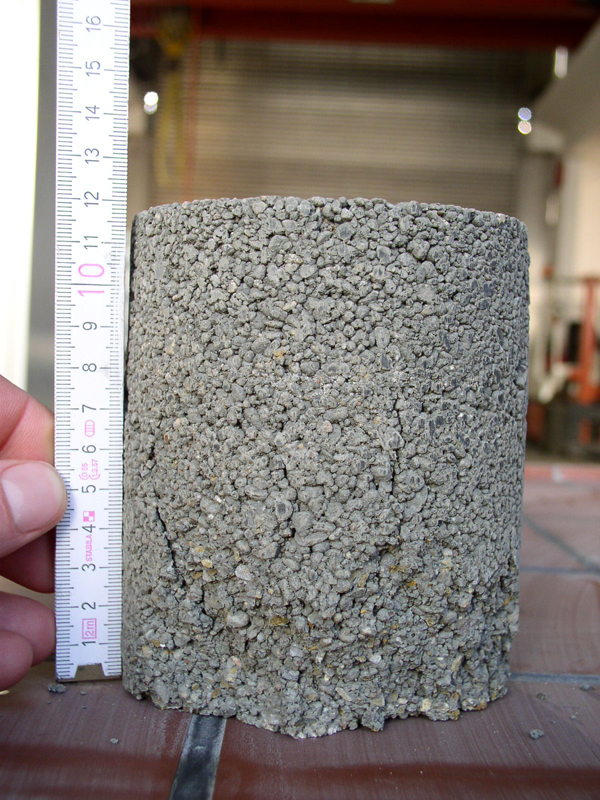
Entformter Proctorkörper nach der Druckfestigkeitsprüfung (Material: dränfähiger, mineralischer, trassmodifizierter Bettungsmörtel).

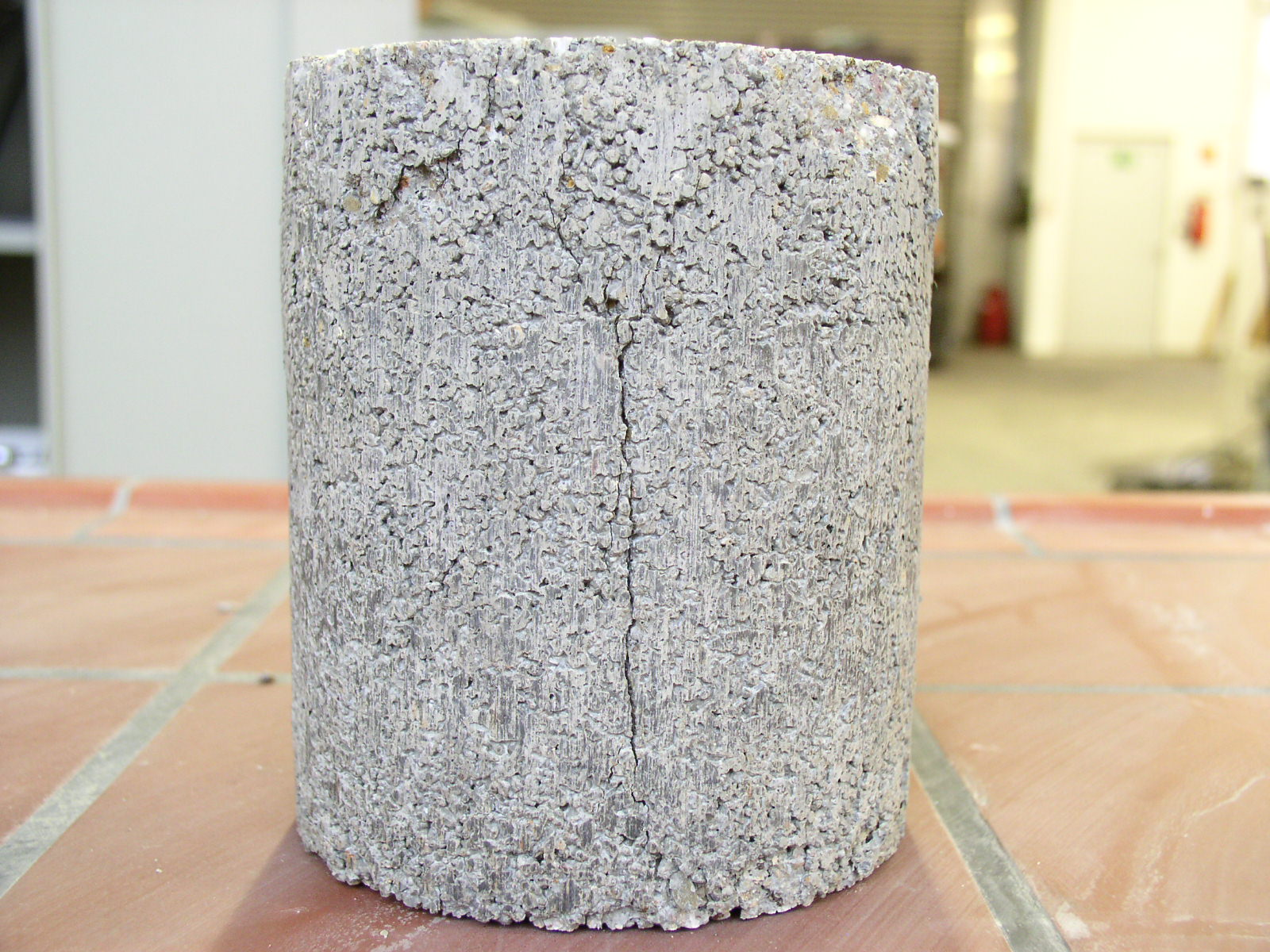
Entformter Proctorkörper nach der Druckfestigkeitsprüfung (Material: dränfähiger, mineralischer Bettungsmörtel).

Die spezifische Verdichtungsenergie W (oder volumenbezogene Verdichtungsarbeit) ist eine gebräuchliche Angabe bei der Herstellung von Proctorkörpern (siehe Proctordichte). Sie wird in MNm/m³ angegeben.

## Erläuterungen
Die Herstellung eines Proctorkörpers erfolgt unter genormten (DIN 18127 [2.93]) Bedingungen, die Arbeitsweise ist also vorgegeben und muss unbedingt eingehalten werden.
Im Folgenden wird die spezifische Verdichtungsenergie bei der Herstellung eines Proctorkörpers abgeleitet und exemplarisch berechnet. Bei einfacher Proctordichte ρPr erfolgen 25 Schläge je eingefüllter Schicht, bei 3 Schichten also 75 Schläge. Ausgegangen wird von einem Versuchszylinder mit Durchmesser d = 100 mm sowie einer Höhe h1 = 120 mm. Die Masse des Fallgewichts des Verdichtungsgerätes beträgt G = 2,5 kg. Der Weg (freie Fall) des Gewichts beträgt h2 = 30 cm.

## Berechnung
{\displaystyle W_{\rho _{\Pr }}\approx (Schlaege)\cdot \left({\frac {G(kg)\cdot h_{2}(m)\cdot 9,81(m/s^{2})}{V_{\dim }(m^{3})}}\right)\cdot 10^{-6}\;[MNm/m^{3}]}
Bei der Herstellung eines Proctorkörpers ergibt sich also folgende spezifische Energie:

{\displaystyle W_{\rho _{\Pr }}\approx 75\cdot \left({\frac {2,5\cdot 0,3\cdot 9,81}{\pi \cdot 0,05^{2}\cdot 0,12}}\right)\cdot 10^{-6}=0,585\approx {\underline {\underline {0,6MNm/m^{3}}}}}
Dies kann man beliebig umrechnen. Will man zum Beispiel die volumenbezogene Verdichtungsarbeit während des Einbindens eines Pflastersteins in die Bettungsschicht berechnen (siehe Pflaster), kann folgendermaßen vorgegangen werden:
Getroffene Annahmen
- Bettungshöhe ist 5 cm (im verdichteten Zustand)
- Grundfläche des Pflastersteins ist 225 cm² (a/b = 15/15)
- 3 Schläge aus 22 cm Höhe mit einem 2,0-kg-Hammer (die eigene Kraft – beim Schlagen – wird hier vernachlässigt, so als würde der Hammer fallen!).

{\displaystyle W\approx 3\cdot \left({\frac {2,0\cdot 0,22\cdot 9,81}{0,05\cdot 0,15^{2}}}\right)\cdot 10^{-6}\approx {\underline {\underline {0,004MNm/m^{3}}}}}

## Umrechnung
Exemplarisch soll hier die Umrechnung von MNm/m³ in ft-lbf/ft³ durchgeführt werden:
{\displaystyle {\begin{array}{l}0,6MNm/m^{3}=600.000Nm/m^{3}\\1,356Nm\cong 1,0\;ft-lbf\\\end{array}}}
sowie

{\displaystyle 1,0ft^{3}\cong 0,02832m^{3}}

Berechnung
{\displaystyle W\approx {\frac {600.000\cdot 0,02832}{1,356}}\approx {\underline {\underline {12500ft-lbf/ft^{3}}}}}
0,6 MNm/m³ entspricht also ungefähr 12500 ft-lbf/ft3 (ft-lbf = "Foot-pound-force")